# Synoikos
Ein Synoikos (altgriechisch σύν-οικος ‚zusammen wohnend‘, ‚eng verbunden‘) bezeichnete im antiken Griechenland den Zusammenschluss mehrerer Bauernhöfe zu einem Dorf oder mehrerer kleiner Dörfer zu einer Stadt.
Dies konnte aus wirtschaftlichen, strategischen, politischen oder gesellschaftlichen Gründen, wie das natürliche Zusammenwachsen nahe gelegener, expandierender Städte, geschehen.
Heute wird der Umbau städtischer Strukturen, die in großen Ballungsräumen Europas flächendeckend entstanden sind, als Synoikos bezeichnet. Dabei geht es um die Wiederbelebung des Zusammenlebens in diesen großen städtischen Räumen.